# Pachuco (canción)
"Pachuco" es una canción de la banda de rock mexicana La Maldita Vecindad . Fue lanzada en 1991 en su segundo álbum de estudio El Circo (1991).
Esta canción se inicia con un sampleo de la canción «Mujer maldita», interpretado por el recordado comediante y actor mexicano Germán "Tin Tán" Valdés

## Otras versiones
Thalía

## Versión de Kumbia Kings
"Pachuco" es una canción del grupo de cumbia mexicano-estadounidense AB Quintanilla y Los Kumbia Kings . Fue lanzado como sencillo de su álbum en vivo Kumbia Kings Live (2006) el 1 de marzo de 2006.  La canción es una grabación de estudio y no una pista en vivo. "Pachuco" es el último sencillo de Kumbia Kings antes de su ruptura en 2006.

### Créditos y personal
- Escrito por Lobito, Sax, Aldo, Pacho, Roco y Tiki
- Producida por AB Quintanilla y Cruz Martínez
- Voz principal de Fernando "Nando" Domínguez
- Introducción de AB Quintanilla
- Guitarra de Chris Pérez

### Listas
| Lista (2006)                        | Mejor posición |
| ----------------------------------- | -------------- |
| US Billboard Regional Mexican Songs | 28             |